# Descente (route)
Pour les articles homonymes, voir Descente.

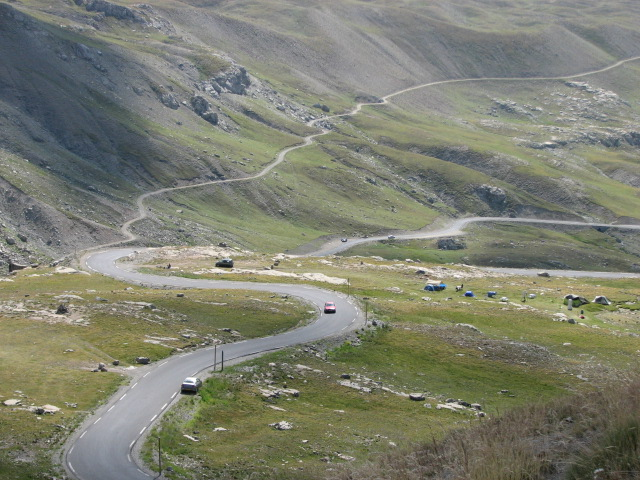
Une descente menant vers Jausiers

Dans le domaine routier, une descente est une route descendante ou un chemin descendant naturel.
C'est une pente conduisant vers un point bas.

## Galerie

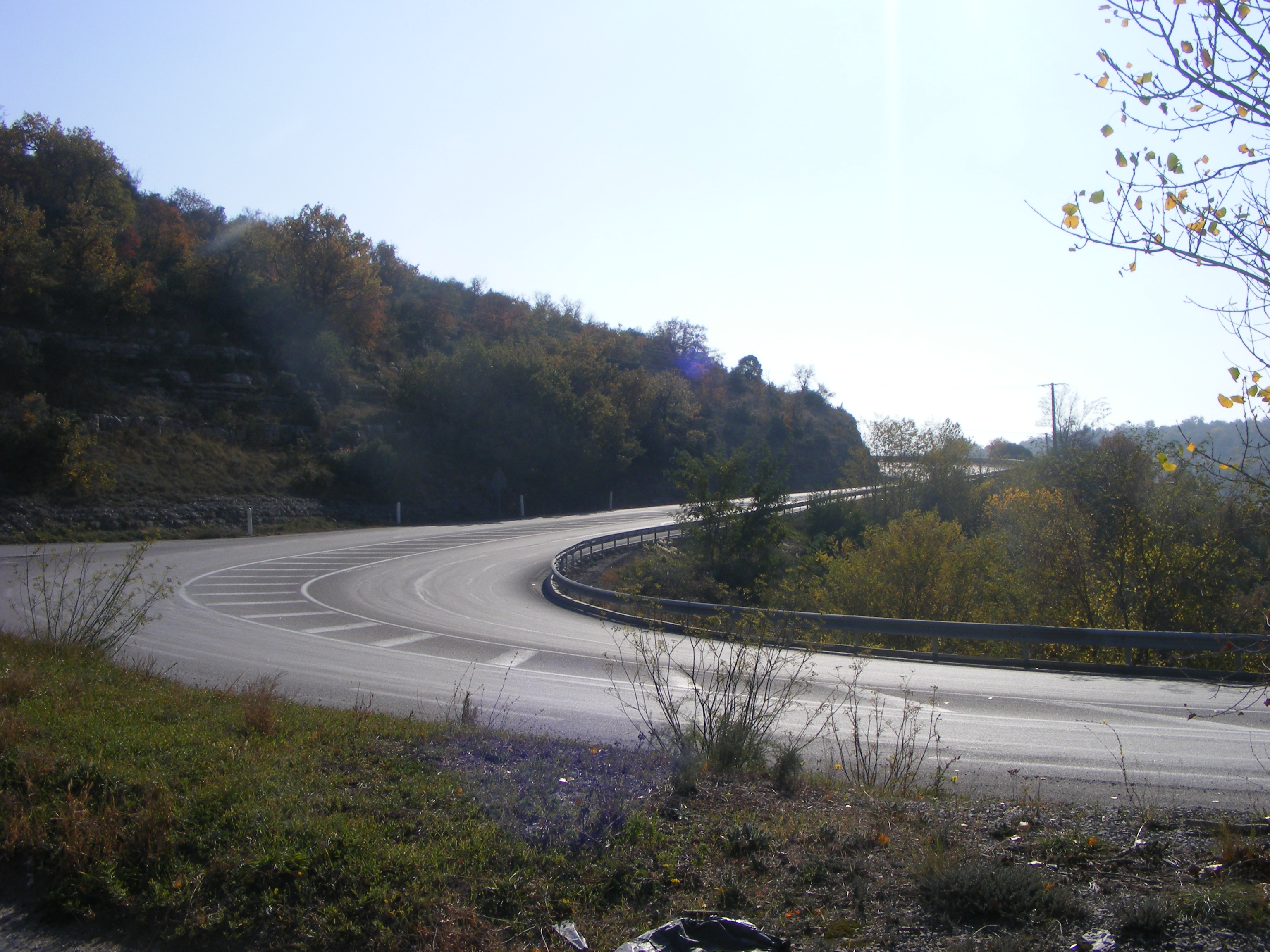
Une descente sur la route nationale 102
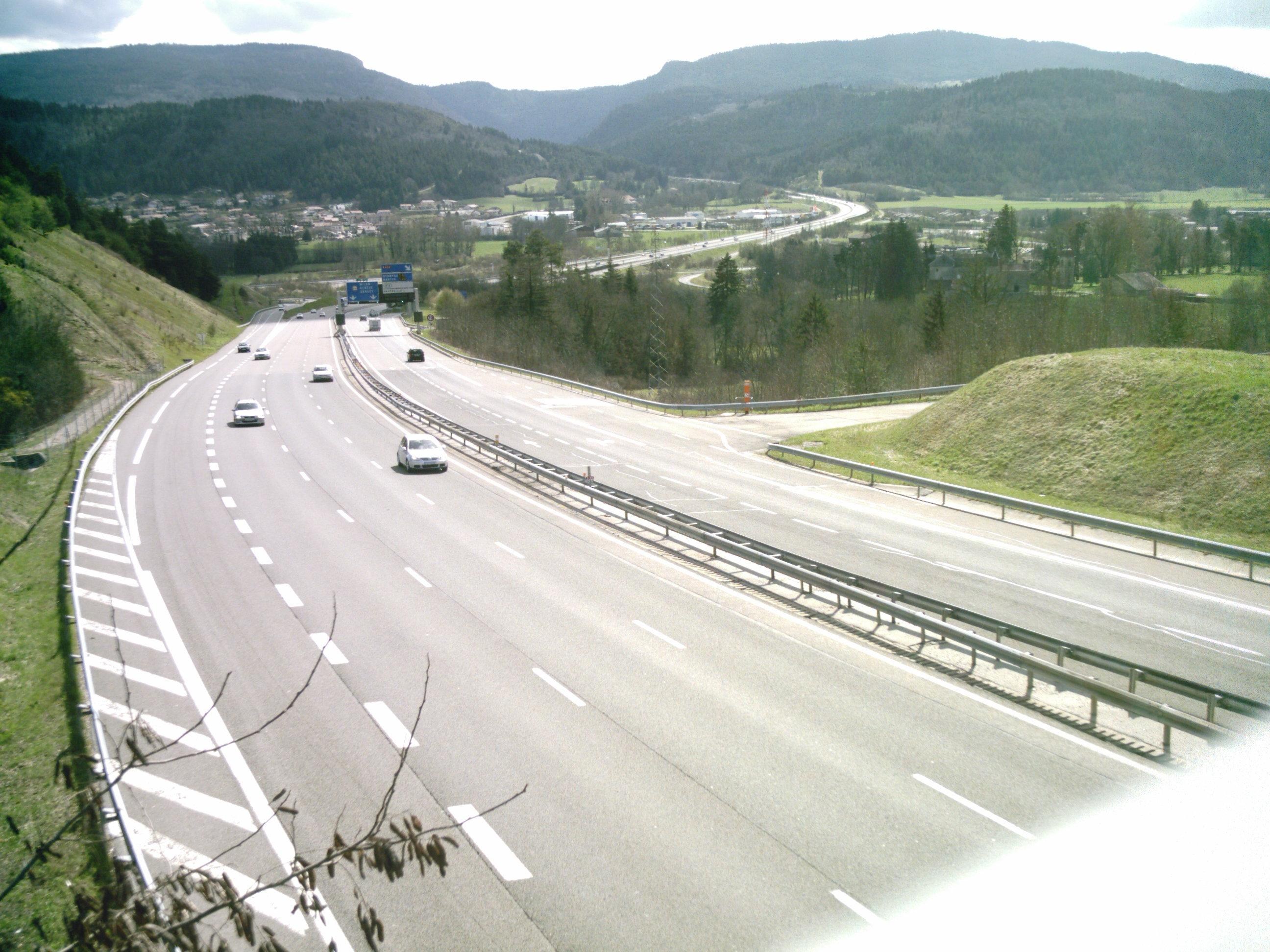
Une descente sur l'autoroute française A40
Symbole de danger de forte descente
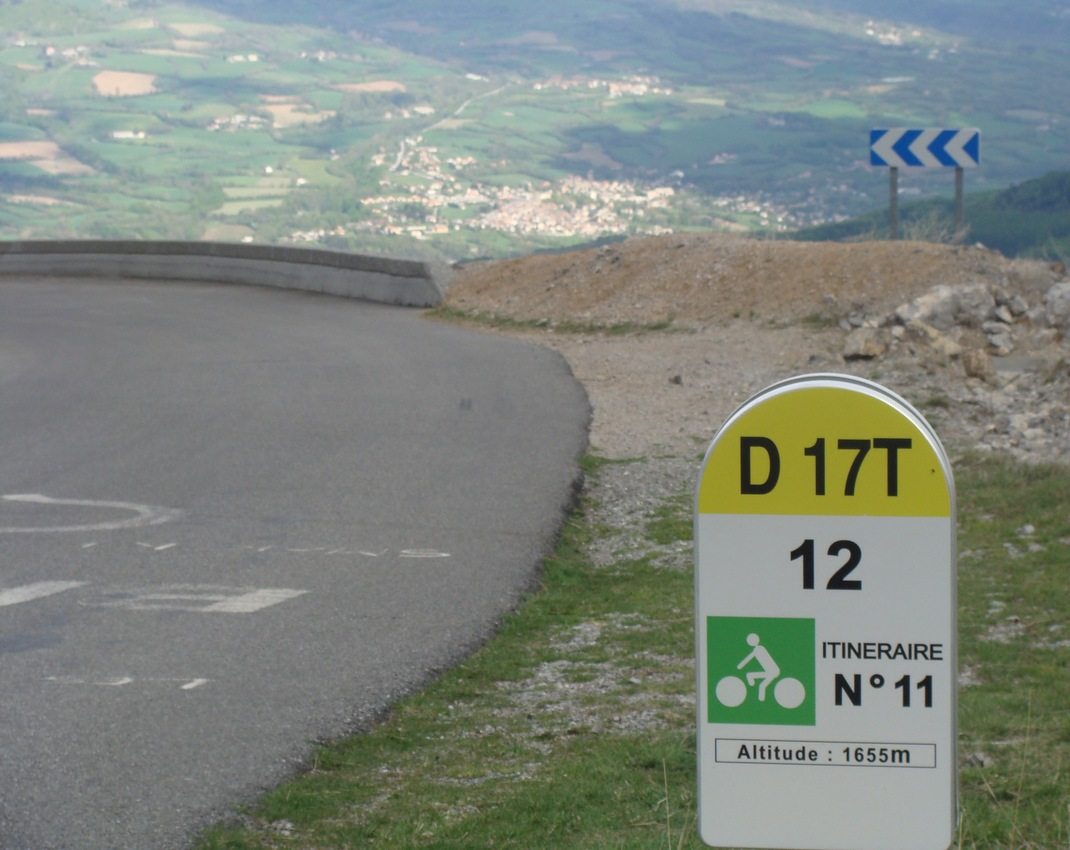
Une descente au col du Noyer